# Дороничи (холдинг)
«Доро́ничи» — агропромышленный холдинг в Кировской области, крупнейший производитель сельхозпродукции в регионе (70 % рынка). Основу холдинга составляют агрофирма «Дороничи», агрокомбинат «Красногорский» и Кировский мясокомбинат.
Агрокомбинат входит в структуру компаний Гозмана Константина Марковича.

## История
В 1963 году в посёлке Дороничи вблизи Кирова был основан пригородный совхоз, специализирующийся на свиноводстве. В 1981 году был введён в строй новый комплекс на 24 тысячи голов свиней, хозяйство вышло в региональные лидеры производства.
В начале 1990-х хозяйство было приватизировано, акции поделены между руководством и работниками.
К 2002 году совхоз испытывал значительные финансовые трудности: поголовье уменьшилось до 17,9 тысяч голов, долги совхоза составили 50 млн рублей.
В числе кредиторов была фирма Валерия Крепостнова и Константина Гозмана, которой совхоз задолжал 6 млн рублей, направленные на погашение долгов за электроэнергию. В результате 60 % акций совхоза, находящие в собственности у 10 членов правления, были выкуплены кредитором за 20 млн рублей (за несколько лет пакет акций был увеличен до 90 %).
В 2003 году началась широкомасштабная реконструкция свинокомплекса. Была создана собственная фирменная сеть. В формирующийся агрохолдинг вошёл ещё один крупный производитель — агрокомбинат племзавод «Красногорский». В 2006 году в холдинг вошёл крупнейший в регионе производитель мясопродукции — Кировский мясокомбинат.
В 2006 году холдинг стал участником приоритетного национального проекта «Развитие АПК». В его рамках в селе Русском возводится свинокомплекс на 11 тысяч тонн мяса в год стоимостью 1,8 млрд рублей и животноводческий комплекс в посёлке Костино на 1800 голов дойного стада стоимостью 746 млн рублей.
В 2008 году приобретена производственная площадка молокозавода в селе Пасегово Кирово-Чепецкого района. На его основе начала работу «Кировская молочная компания».
В 2012 году в поселке Стрижи Оричевского района было завершено строительство комбикормового завода. Введен в эксплуатацию новый завод по производству молочной продукции в Пасегово.
В 2014 году был построен и введен в эксплуатацию FOODZAVOD — предприятие по производству готовой пищевой продукции.
В 2017 году в состав холдинга вошли новые предприятия — сельскохозяйственные предприятия «Кировское» в селе Бахта и «Курчумское» в Сунском районе. Основные направления деятельности — производство молока и зерновых культур. В 2018 году приобретено предприятие «Шварихинский», расположенное в Нолинском районе, занимающееся производством молочной продукции и кормов. В том же году приобретено имущество «Абсолют — Агро», Кирово-Чепецкого района, имеющего свиноводческие и молочные производства.
В 2019 году открылось птицеводческое направление холдинга. Приобретены 3 площадки птицефабрик в Кировской области: п. Костино и в д. Проходы Кирово-Чепецкого района и в Ульяновской области. Также было приобретено производство «Майский» в Нолинском районе.
В 2020 году была построена и введена в эксплуатацию молочно-товарная ферма на 3100 голов в Немском районе, которая стала крупнейшей в Приволжском федеральном округе с первым в России доильным залом такого размера и третьим в мире. В Кирово-Чепецком районе создан селекционно-генетический центр «Широковцы».
В 2021 году открывает производство мяса бройлера. Производственная деятельность осуществляется в Ульяновской и Кировской областях, на трёх производственных площадках.

## Состав
- Агрофирма «Дороничи» (Киров, посёлок Дороничи)
- Агрокомбинат племзавод «Красногорский» (Киров, посёлок Костино)
- Кировский мясокомбинат
- Кировская молочная компания
- Foodzavod
- Мясокомбинат «Дороничи» (Киров)
- Отделение в селе Русском (Киров)
- Отделение в посёлке Пасегово (Кирово-Чепецкий район)
- Отделение в посёлке Рябиново (Кумёнский район)
- Отделение в селе Бахта (Киров)
- Отделение в селе Курчум (Сунской район)
- Отделение в селе Швариха (Нолинский район)
- Отделение в поселке Нема (Немский район)
- Отделение в деревне Приходы (Кирово-Чепецкий район)
- Отделение в рабочем поселке Новая Майна (Мелекесский район, Ульяновская область)
- Селекционно-генетический центр (деревня Широковцы, Кирово-Чепецкий район)
- Комбикормовый завод (посёлок Стрижи, Оричевский район)
- Торговая сеть: 104 магазина в Кировской области, 13 в Республике Коми, 3 в Пермском крае